# Sphaerodactylus storeyae
Sphaerodactylus storeyae (лат.) — вид ящериц из семейства Sphaerodactylidae. Назван в честь американского герпетолога Маргарет Гамильтон Стори. Обитают только на острове Хувентуд и других островах архипелага Лос-Канарреос у побережья Кубы. Международный союз охраны природы присвоил таксону статус «Вымирающие виды» (EN), так как его ареал очень мал (80 км²) и виду угрожают мероприятия, предпринимаемые для развития территорий для нужд туризма.